# Duxelles

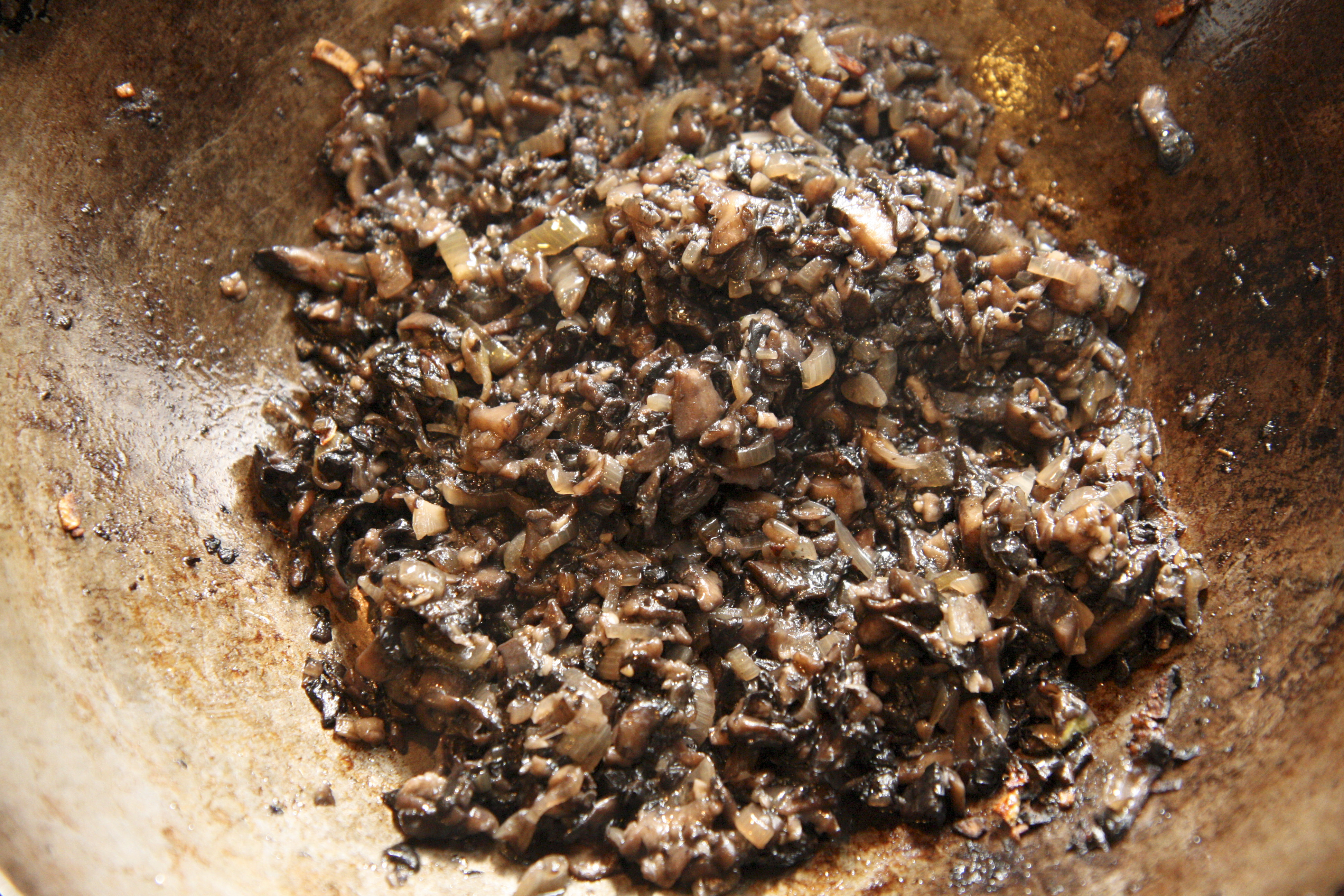

Duxelles é uma preparação da culinária da França, feita com champignons de Paris, finamente cortados e cozinhados, utilizados para rechear vários pratos. Os cogumelos cortados são salteados em manteiga até ficarem quase secos; junta-se mais manteiga e chalota cortada, deixando cozinhar até a chalota ficar macia; tempera-se com noz moscada, sal e pimenta. 
Supostamente, esta preparação foi inventada no século XVII pelo chef François Pierre de La Varenne, cozinheiro do marquês d’Uxelles, cujo título foi adaptado, como dedicatória; a ideia seria fazer uma conserva de cogumelos para ser utilizada mais tarde.